# Trompa d'aigua
|  | No s'ha de confondre amb Bomba d'ariet. |

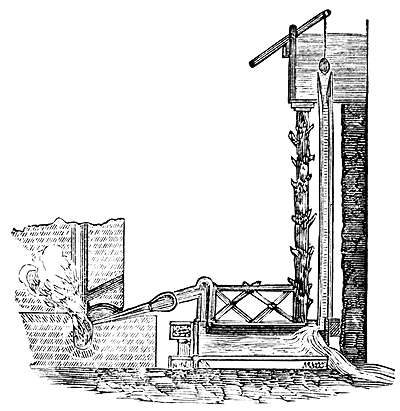
Trompa hidràulica en una farga catalana.

Una trompa d'aigua és un compressor de gas que usa la força de l'aigua. En la seva aplicació més típica s'aprofitava un salt d'aigua per a comprimir aire.
Les trompes d'aigua proporcionaven aire comprimit en les fargues catalanes d'Europa i els Estats Units. La presència d'una trompa hidràulica s'associa a la farga catalana, un sistema de producció de ferro i acer a partir de mineral de ferro i carbó vegetal.
A la ciutat de Paris s'usaren trompes d'aigua per a comprimir l'aire que accionava els primers generadors elèctrics. Als Alps les trompes d'aigua permeteren ventilar els primers túnels alpins.
Les trompes hidràuliques poden ser de dimensions molt grans.A les instal·lacions de Canadian Hydro Developers Ragged Chute a New Liskeard, Ontario, l'aigua cau per un forat de 107 m de profunditat i 2,7 m d'amplària per generar aire comprimit per a equips i ventilació de mines.

## Funcionament

Esbós d'una trompa hidràulica amb el nom dels seus diferents elements

Trompa hidràulica de Taylor.

Les trompes són dispositius molt senzills. Es componen de quatre parts principals: canonada de subministrament d'aigua o eix amb uns espiralls d'entrada d'aire a l'interior, canonada de caiguda d'aigua, cambra de separació i canonada de sortida d'aire. La canonada o eix vertical baixa del punt més alt cap una cambra de separació, on es recull l'aire comprimit i l'aigua utilitzada; una canonada, normalment més estreta que l'anterior, a la part inferior d'aquesta cambra, permet que l'aigua surti cap un nivell més baix (exceptuant la trompa Taylor) i una altra canonada (canonada d'aire) procedent de la cambra permet que l'aire comprimit surti cap on calgui emprar-lo.
L'aigua recollida en una petita resclosa, es precipita per una canonada vertical fins a la cambra de separació, i al caure passa per un escanyall (constricció), que provoca una baixa pressió relativa, per raó de l'efecte Venturi, i fa que l'aigua xucli aire exterior a través d'un respirall que permet aspirar l'aire necessari de exterior i crear un subministrament d'aire constant. Aquest aire forma bombolles que es barregen amb l'aigua que baixa pel tub. A mesura que les bombolles baixen per la canonada, fan augmentar la pressió de la columna d'aigua en l'interior del tub, en un nivell proporcional al potencial hidràulic, que és l'alçada de la columna d'aigua de la canonada fins a la cambra de separació o caixa dels vents, on es recull l'aire comprimit a la part alta i l'aigua esmerçada a la part baixa. L'aire comprimit per les bombolles que ha quedat sota pressió en la cambra de separació, surt per la canonada de sortida, situada en la part superior d'aquesta, per a ser utilitzat com a font d'energia. En una farga, aquest aire va cap a la tovera.
L'energia de l'aigua que cau, crea una pressió negativa dins de la canonada, que és compensada per l'aire de l'atmosfera exterior connectada a través dels espiralls d'entrada. L'aire és comprimit per la pressió de l'aigua circumdant, que augmenta en la columna a causa de la descàrrega a pressió atmosfèrica. Tanmateix, la pressió de l'aire subministrat no pot superar el potencial hidràulic del tub de descàrrega sobre la cambra de separació o altura manomètrica.
Cal afegir, que al mateix temps, algunes trompes (p.e.: la Trompa de Taylor, a la imatge de la dreta) poden elevar l'aigua per efecte sifó, gairebé fins al 70% de la seva altura inicial. Se solien construir grans trompes en cascades ben altes, de manera que es pogués disposar d'un gran potencial hidràulic. La planta Ragged Chute del riu Montreal a prop de la ciutat de Cobalt, Ontario, s'exhibeix avui dia com atractiu turístic. Actualment, és propietat de la Canadian Hydro i subsisteix al costat d'una moderna central hidroelèctrica.
L'aire comprimit d'una trompa es troba a la temperatura de l'aigua que cau i la seva pressió parcial del vapor d'aigua és la del punt de rosada de la temperatura d'aquesta aigua. Si l'aigua està freda, l'aire comprimit "es pot fer molt sec" tan sols passant-lo per canonades més calentes que l'aigua. Normalment, l'aire exterior a temperatura ambient pot escalfar les canonades lo suficient per produir aire comprimit sec i fresc.
Avui s'utilitzen trompes construïdes amb canonada de plàstic per proporcionar ventilació per al tractament i drenatge de les mines. En aquesta aplicació, l'aigua de la mina s'utilitza per activar la trompa i l'aire comprimit que es genera s'utilitza per oxigenar l'aigua de la mina i per expulsar l'excés de diòxid de carboni dissolt, que pot estar present, augmentant així el pH de l'aigua tractada.
La trompa d'aigua està estretament relacionada amb la bomba de buit Sprengel que utilitza el mercuri que cau a través d'un tub per crear un buit en lloc de pressió.

## Galeria

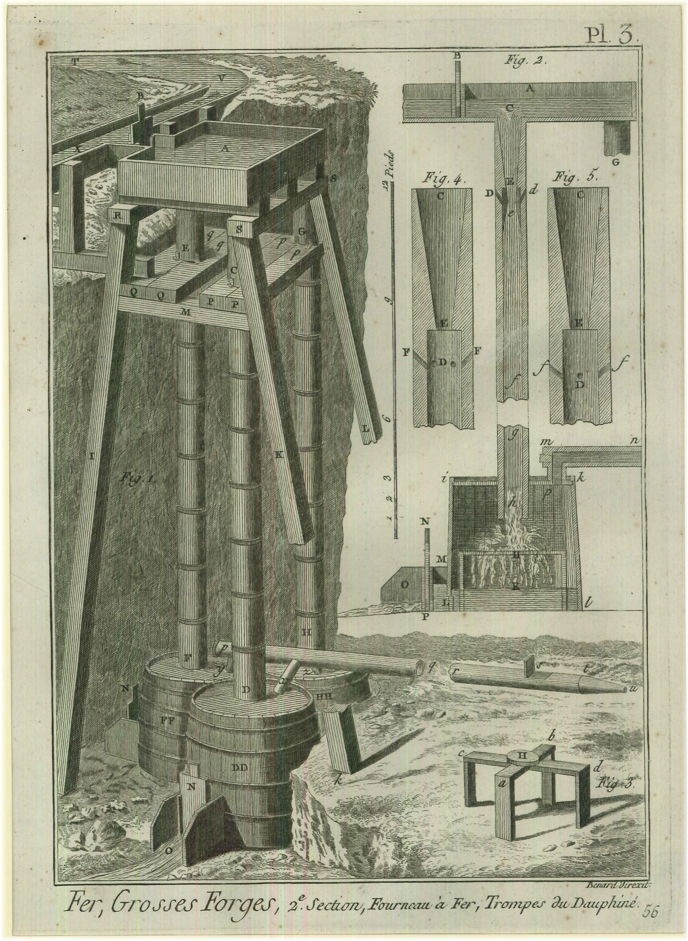
Trompa d'aigua del Dauphiné, Encyclopédie, entrada Forge
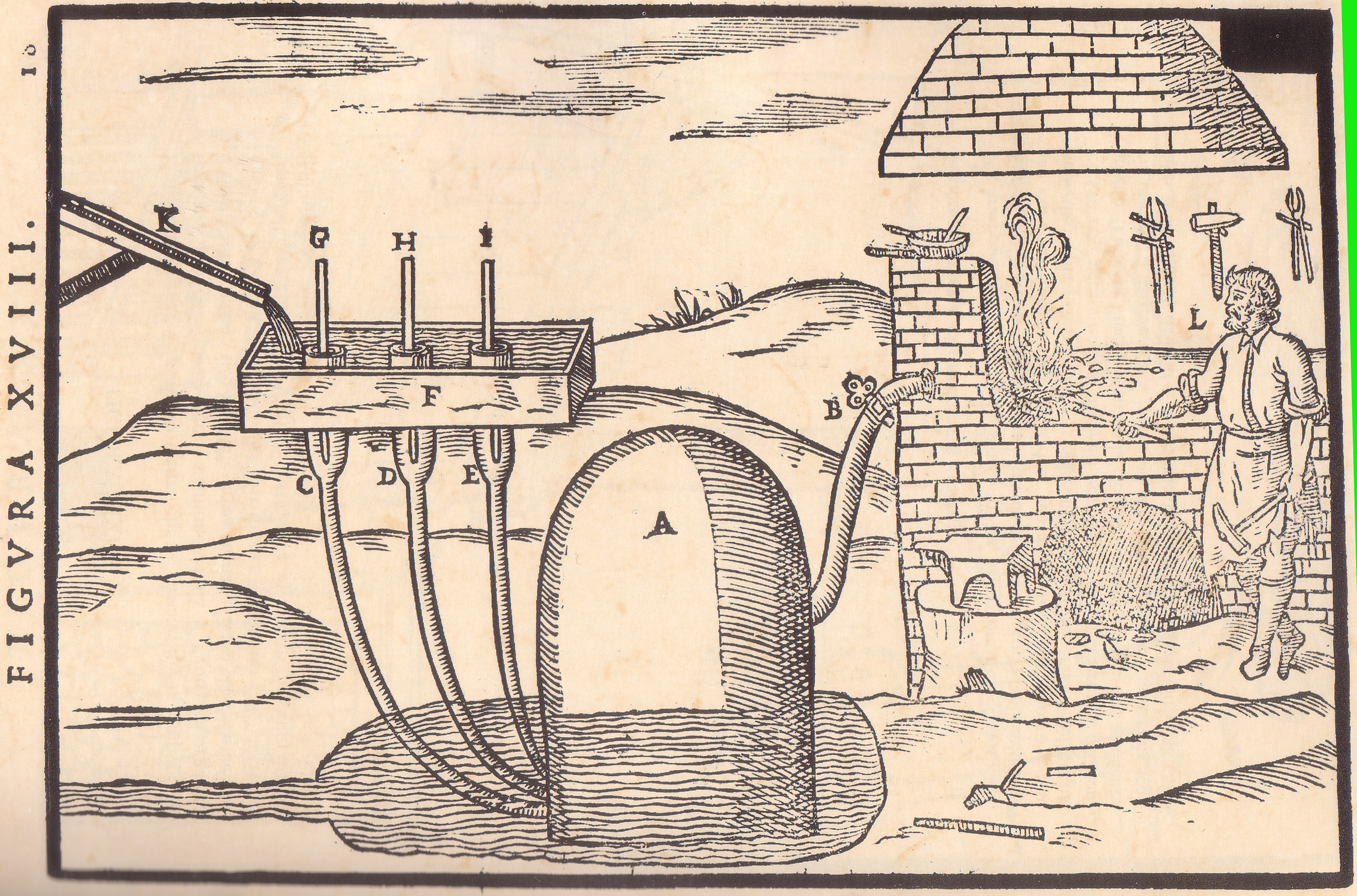
spiritale per mantice di fucina, de Le Machine di G.Branca.
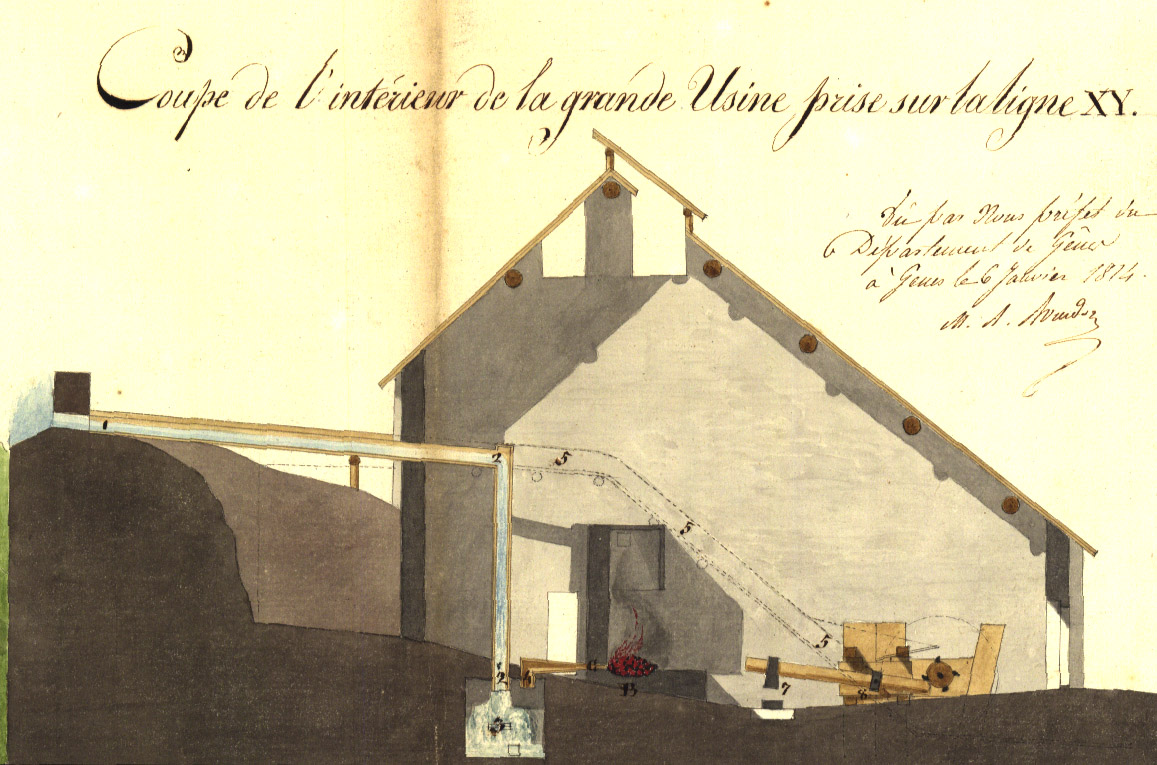
Trompa d'aigua, fogó i martinet de la farga S.Anna, 1813-1814
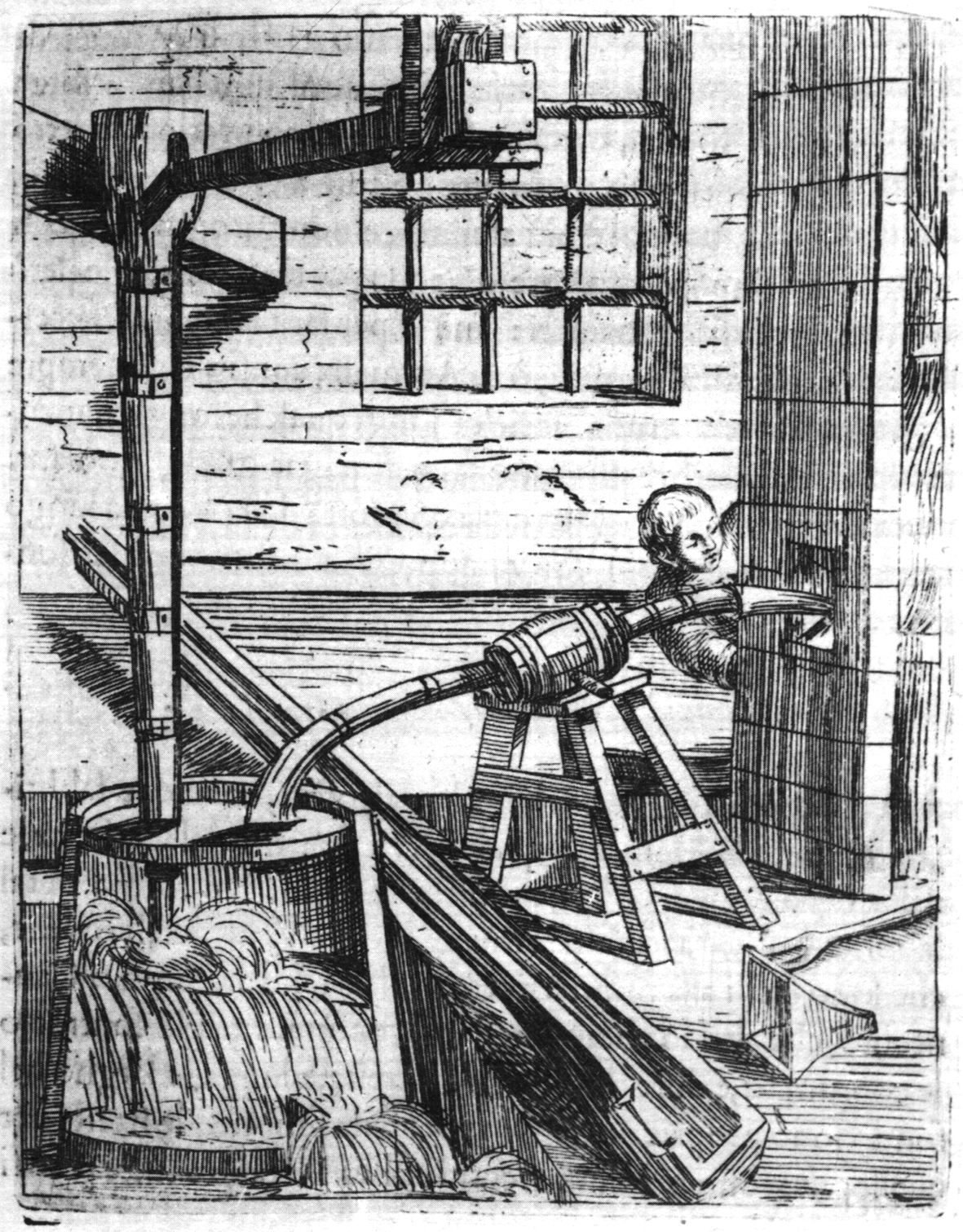
A.Della Fratta, Detalls de la trompa d'una farga
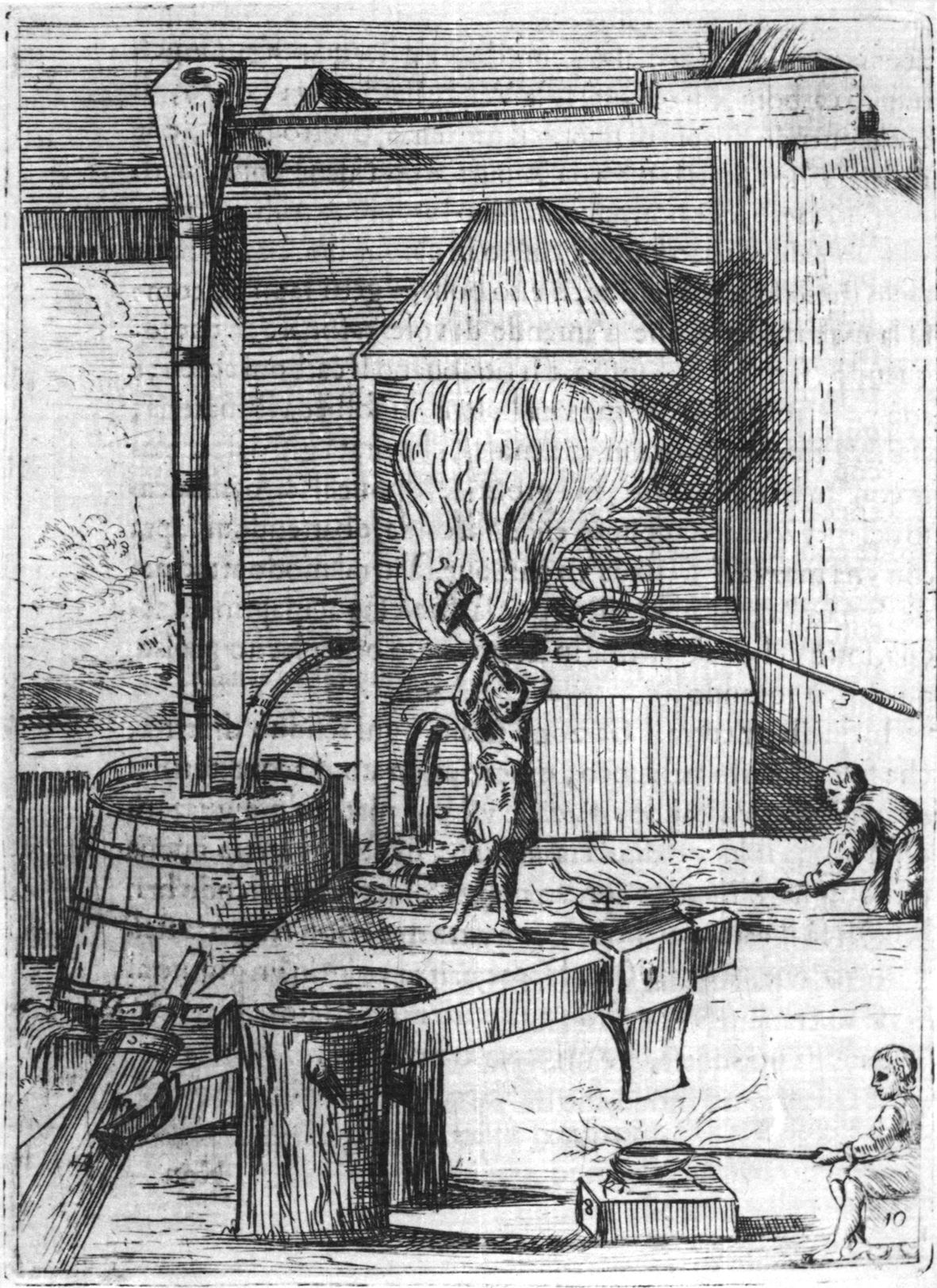
A.Della Fratta. Farga de reducció per fer ferro colat
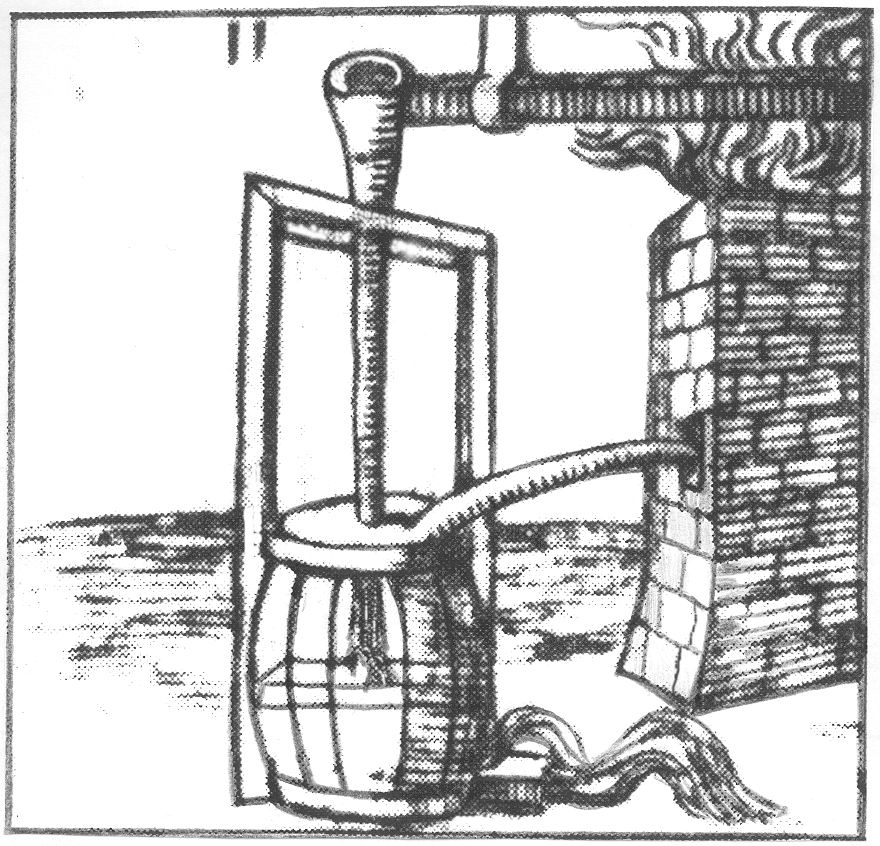
A.Della Fratta, Trompa i forn de ferro colat